# Kolovratský plenář
Kolovratský plenář je pozdně gotická relikviářová deska, významná votivní a umělecká práce ze Svatovítského pokladu na Pražském hradě.

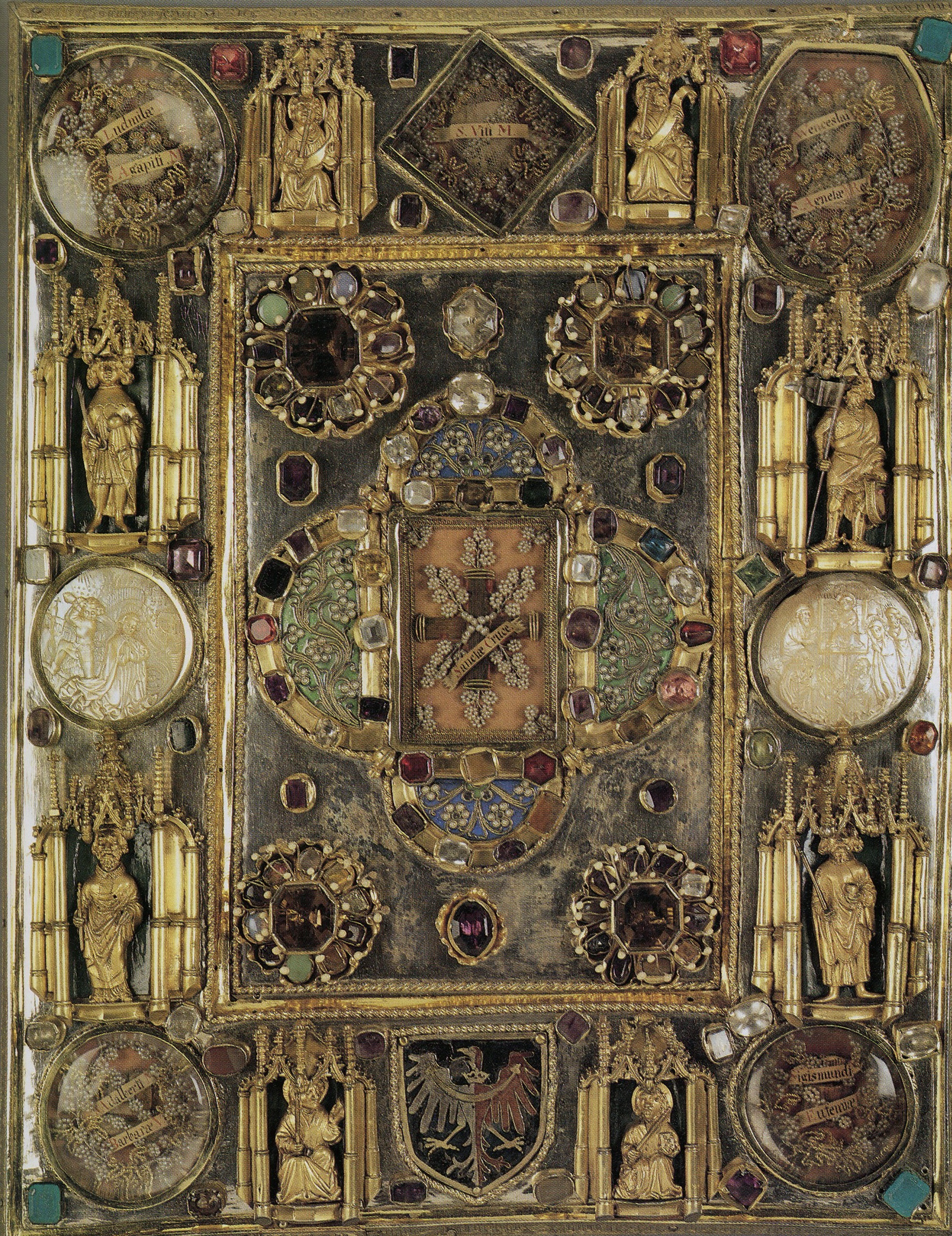
Kolovratský plenář

## Historie
Deska byla zhotovena roku 1465 hradčanským zlatníkem Martinem na objednávku probošta Svatovítské kapituly a pozdějšího admionistrátora pražského arcibiskupství  Hanuše II. z Kolovrat pro jeho soukromou kapli na hradě Zbiroh. Ten ji později společně s dalšími klenoty, paramenty a knihami daroval pražské katedrále sv. Víta, Václava a Vojtěcha, v jejíž klenotnici byla po staletí uložena. 

## Současnost
V letech 1964-1988 a od roku 2012 dodnes tvoří součást stálé expozice Svatovítského pokladu v kapli Sv. Kříže na Pražském hradě.

## Popis
Je to dřevěná deska o rozměrech 50 x 39 x 8,5 centimetru, pobitá stříbrným zlaceným plechem, s vydlabanými schránkami pro relikvie kryté křišťálovými čočkami. Povrch je bohatě vyzdoben různobarevným přihrádkovým a drátkovým emailem, do výklenků se sloupky a věžičkou jsou vloženy čtyři figurky stojících českých patronů Václava, Vojtěcha, Víta a Zikmunda, nahoře a dole je doplňují čtyři figurky sedících archandělů, všechny odlité ze zlaceného stříbra. Vpravo a vlevo jsou vsazeny dva perleťové medailony s  reliéfy: Stětí sv. Kateřiny a Kázání dvanáctiletého Ježíše v chrámě. Deska je posázena drahými kameny, z nichž vynikají 4 velké leštěné české záhnědy, dále leštěné acháty, mléčně zelené chryzoprasy a křišťály. Dárcův znak - rozkřídlená orlice rodu Kolowratů, je vyplněn červeno-bílým emailem. Deska má uprostřed křišťálem kryté okénko s dvěma částečkami ze Dřeva Svatého Kříže, nejvýznamnější relikvií z celého souboru, proto se dá označit termínem staurotéka. Dále obsahuje drobné ostatky řady světců, zejména českých patronů sv. Václava, Víta, Ludmily, Zikmunda a Anežky České. Poslední ze jmenovaných relikvií byla do relikviáře vložena po Anežčině blahořečení v roce 1874 z podnětu pražského arcibiskupa a kardinála Bedřicha ze Schwarzenberga.